# Temporada da Liga ACB de 2014–15
A Temporada da Liga ACB de 2014–15 foi a trigésima segunda edição da liga de maior nível da Espanha, topo do Sistema de Ligas de basquetebol da Espanha e uma das mais concorridas do mundo. No Brasil a liga teve transmissão pelo canal de TV por assinatura BandSports, que inclusive transmitiu jogos da Copa do Rei de 2015 em Las Palmas.  
Foi disputada entre 17 equipes espanholas e mais o MoraBanc Andorra, que embora seja um clube oriundo do Principado de Andorra, disputa competições nas ligas espanholas afiliado a Federação Catalã de Basquetebol na província de Lleida.
Desde a temporada 2011-12 a Liga ACB é chamada de Liga Endesa.

## Clubes Participantes 2014-2015
| Clube                  | Comunidade            | Presidente                | Técnico              | Material Esportivo |
| ---------------------- | --------------------- | ------------------------- | -------------------- | ------------------ |
| Baloncesto Sevilla     | Andaluzia             | Fernando Moral Alcaraz    | Luis Casimiro        | Spalding           |
| CAI Zaragoza           | Aragão                | Reynaldo Benito           | Joaquín Ruiz Lorente | Mercury            |
| Dominion Bilbao        | País Basco            | Xabier Jon Davalillo      | Sito Alonso          | Kon                |
| FC Barcelona           | Catalunha             | Sandro Rosell             | Xavi Pascual         | Nike               |
| FIATC Joventut         | Catalunha             | Jordi Villacampa          | Salvo Maldonado      | Spalding           |
| Gipuzkoa Basket        | País Basco            | Gorka Ramoneda            | Jaume Ponsarnau      | Elements           |
| Herbalife Gran Canaria | Ilhas Canárias        | Lisandro Hernández Montes | Aíto García Reneses  | Spalding           |
| Iberostar Tenerife     | Ilhas Canárias        | Félix Hernández Rodríguez | Alejandro Martínez   | Austral            |
| La Bruixa d'Or Manresa | Catalunha             | Josep Vives               | Pedro Martinez       | Joma               |
| Laboral Kutxa          | País Basco            | José Antonio Querejeta    | Ibon Navarro         | Hummel             |
| Montakit Fuenlabrada   | Madrid                | José Quintana Viar        | Luis Casimiro        | Luanvi             |
| Morabanc Andorra       | Andorra               | Gorka Aixàs Olea          | Joan Peñarroya       | Luanvi             |
| Movistar Estudiantes   | Madrid                | Fernando Galindo          | Txus Vidorreta       | Joma               |
| Real Madrid            | Madrid                | Florentino Perez          | Pablo Laso           | Adidas             |
| Rio Natura Monbús      | Galícia               | Miguel Juane              | Moncho Fernandez     | Vive               |
| UCAM Murcia            | Murcia                | Luis Carabante            | Diego Ocampo         | Spalding           |
| Unicaja Malaga         | Andaluzia             | Francisco de Paula Molina | Joan Plaza           | Spalding           |
| Valencia Basket        | Comunidade Valenciana | Vicente Solà              | Velimir Perasović    | Luanvi             |

### Ascensão
- MoraBanc Andorra
- Ford Burgos

### Rebaixamento
- La Bruixa d'Or Manresa[nota 1]
- MyWigo Valladolid

## Classificação Temporada Regular
Classificados para os Playoffs
     Rebaixados para a LEB Ouro
| Rk | Clube                  | J  | V  | D  | P+   | P-   |
| -- | ---------------------- | -- | -- | -- | ---- | ---- |
| 1  | Real Madrid            | 34 | 27 | 7  | 2903 | 2640 |
| 2  | FC Barcelona           | 34 | 25 | 9  | 2806 | 2455 |
| 3  | Unicaja Málaga         | 34 | 25 | 9  | 2738 | 2583 |
| 4  | Dominion Bilbao        | 34 | 20 | 14 | 2652 | 2608 |
| 5  | Valencia Basket        | 34 | 20 | 14 | 2817 | 2675 |
| 6  | Laboral Kutxa          | 34 | 19 | 15 | 2834 | 2669 |
| 7  | FIATC Joventut         | 34 | 19 | 15 | 2652 | 2624 |
| 8  | Herbalife Gran Canária | 34 | 18 | 16 | 2638 | 2636 |
| 9  | CAI Zaragoza           | 34 | 18 | 16 | 2584 | 2643 |
| 10 | UCAM Murcia            | 34 | 17 | 17 | 2621 | 2660 |
| 11 | Iberostar Tenerife     | 34 | 16 | 18 | 2651 | 2619 |
| 12 | Rio Natura Monbús      | 34 | 15 | 19 | 2467 | 2535 |
| 13 | Movistar Estudiantes   | 34 | 14 | 20 | 2509 | 2615 |
| 14 | MoraBanc Andorra       | 34 | 12 | 22 | 2549 | 2615 |
| 15 | Baloncesto Sevilla     | 34 | 12 | 22 | 2539 | 2743 |
| 16 | La Bruixa d'Or Manresa | 34 | 11 | 23 | 2456 | 2672 |
| 17 | Gipuzkoa Basket        | 34 | 10 | 24 | 2409 | 2648 |
| 18 | Montakit Fuenlabrada   | 34 | 8  | 26 | 2533 | 2718 |

Fonte: www.acb.com

## Copa do Rei 2015
Ao fim décima sétima rodada da Temporada celebrou-se a 79ª edição da Copa do Rei de Basquetebol em Las Palmas, Canárias reunindo os sete primeiros colocados na tabela, mais a equipe da casa o Herbalife Gran Canaria, que no caso ocupava a sétima colocação.

### Classificados para a Copa do Rei
- Unicaja Málaga
- Real Madrid
- FIATC Joventut
- FC Barcelona
- Laboral Kutxa
- Valencia Basket
- Herbalife Gran Canária
- CAI Zaragoza

### Cruzamentos
|  | Quartas-de-final       | Quartas-de-final   |                |    | Semifinal      | Semifinal      |  |  | Final          | Final          |
|  | 6 e 7 de fevereiro     | 6 e 7 de fevereiro |                |    | 8 de fevereiro | 8 de fevereiro |  |  | 9 de fevereiro | 9 de fevereiro |
|  |                        |                    |                |    |                |                |  |  |                |                |
|  |                        |                    |                |    |                |                |  |  |                |                |
|  |                        |                    |                |    |                |                |  |  |                |                |
|  | FC Barcelona           | 85                 |                |    |                |                |  |  |                |                |
|  | FC Barcelona           | 85                 |                |    |                |                |  |  |                |                |
|  | Valencia Basket        | 80                 |                |    |                |                |  |  |                |                |
|  | Valencia Basket        | 80                 | FC Barcelona   | 87 |                |                |  |  |                |                |
|  |                        |                    | FC Barcelona   | 87 |                |                |  |  |                |                |
|  |                        | Unicaja Málaga     | 79             |    |                |                |  |  |                |                |
|  | Unicaja Málaga         | Unicaja Málaga     | 79             | 86 |                |                |  |  |                |                |
|  | Unicaja Málaga         |                    |                | 86 |                |                |  |  |                |                |
|  | Bilbao Basket          | 78                 |                |    |                |                |  |  |                |                |
|  | Bilbao Basket          | 78                 | FC Barcelona   | 71 |                |                |  |  |                |                |
|  |                        |                    | FC Barcelona   | 71 |                |                |  |  |                |                |
|  |                        | Real Madrid        | 77             |    |                |                |  |  |                |                |
|  | Real Madrid            | Real Madrid        | 77             | 86 |                |                |  |  |                |                |
|  | Real Madrid            |                    |                | 86 |                |                |  |  |                |                |
|  | CAI Zaragoza           | 78                 |                |    |                |                |  |  |                |                |
|  | CAI Zaragoza           | 78                 | FIATC Joventut | 83 |                |                |  |  |                |                |
|  |                        |                    | FIATC Joventut | 83 |                |                |  |  |                |                |
|  |                        | Real Madrid        | 100            |    |                |                |  |  |                |                |
|  | Herbalife Gran Canaria | Real Madrid        | 100            | 67 |                |                |  |  |                |                |
|  | Herbalife Gran Canaria |                    |                | 67 |                |                |  |  |                |                |
|  | FIATC Joventut         | 74                 |                |    |                |                |  |  |                |                |
|  | FIATC Joventut         | 74                 |                |    |                |                |  |  |                |                |

### Final
| 22 de fevereiro 20:00 | Relatório | FC Barcelona                                  | 71–77 | Real Madrid                                                |  | Gran Canaria Arena, Las Palmas Público: 9 870 Árbitros: Hierrezuelo, Perez Pizarro e Perez Perez | BandSports |
| 22 de fevereiro 20:00 | Relatório | Placar por quarto: 21-18, 21-23, 15-23, 14-13 |       |                                                            |  | Gran Canaria Arena, Las Palmas Público: 9 870 Árbitros: Hierrezuelo, Perez Pizarro e Perez Perez | BandSports |
| 22 de fevereiro 20:00 | Relatório | Pts: Tomic 25 Rbts: Tomic 11 Asts: Huertas 4  |       | Pts: Fernandéz 16 Rbts: Nocioni e Ayon 7 Asts: Fernandez 5 |  | Gran Canaria Arena, Las Palmas Público: 9 870 Árbitros: Hierrezuelo, Perez Pizarro e Perez Perez | BandSports |

| FC Barcelona | FC Barcelona | FC Barcelona | FC Barcelona | FC Barcelona | FC Barcelona |
| Jogador      | Jogador      | Pts          | Reb          | Assts        | Minutos      |
| ------------ | ------------ | ------------ | ------------ | ------------ | ------------ |
| 5            | Doellman     | 11           | 8            | 3            | 32:23        |
| 8            | Hezonja      | 0            | 3            | 0            | 11:13        |
| 9            | Huertas      | 0            | 1            | 4            | 10:59        |
| 10           | Abrines      | 7            | 4            | 0            | 16:24        |
| 11           | Navarro      | 6            | 0            | 0            | 15:21        |
| Suplentes    |              |              |              |              |              |
| 4            | Satoransky   | 11           | 3            | 0            | 23:52        |
| 6            | Pleiss       | 0            | 1            | 0            | 4:35         |
| 7            | Thomas       | 7            | 4            | 0            | 15:24        |
| 8            | Oleson       | 4            | 3            | 2            | 27:40        |
| 13           | Lampe        | 0            | 1            | 0            | 10:31        |
| 30           | Nachbar      | 0            | 0            | 0            | 0:17         |
| 44           | Tomic        | 25           | 11           | 1            | 31:56        |
| Treinador    | Treinador    | Pascual      | Pascual      | Pascual      | Pascual      |

| Real Madrid | Real Madrid | Real Madrid | Real Madrid | Real Madrid | Real Madrid |
| Jogador     | Jogador     | Pts         | Reb         | Assts       | Minutos     |
| ----------- | ----------- | ----------- | ----------- | ----------- | ----------- |
| 6           | Fernández   | 16          | 4           | 5           | 32:50       |
| 9           | Reyes       | 8           | 1           | 0           | 12:18       |
| 14          | Ayón        | 10          | 7           | 1           | 24:37       |
| 20          | Carroll     | 5           | 2           | 0           | 15:55       |
| 23          | Llull       | 0           | 1           | 2           | 26:28       |
| Suplentes   |             |             |             |             |             |
| 4           | Rivers      | 2           | 1           | 0           | 5:38        |
| 6           | Nocioni     | 10          | 7           | 0           | 23:20       |
| 7           | Campazzo    | 0           | 0           | 0           | 0:18        |
| 8           | Maciulis    | 8           | 2           | 0           | 18:23       |
| 13          | Rodriguez   | 10          | 4           | 4           | 20:28       |
| 30          | Bourousis   | 4           | 2           | 1           | 9:00        |
| 44          | Slaughter   | 4           | 1           | 0           | 10:45       |
| Treinador   | Treinador   | Laso        | Laso        | Laso        | Laso        |

### Campeão da Copa do Rei 2015
| Copa do Rei 2015 Campeões |
| ------------------------- |
| Real Madrid 25º Titulo    |

### MVP da Copa do Rei 2015
Ao término da partida FC Barcelona (basquete) e Real Madrid Baloncesto Rudy Fernández, Ala-armador do Real Madrid foi eleito como MVP Orange da Copa do Rei 2015 em Las Palmas.

## Playoffs

### Quartas de Final
| # | Time                   | 1   | 2  | 3 | T |
| - | ---------------------- | --- | -- | - | - |
| 1 | Real Madrid            | 101 | 93 | - | 2 |
| 8 | Herbalife Gran Canaria | 74  | 86 | - | 0 |

| # | Time            | 1  | 2  | 3  | T |
| - | --------------- | -- | -- | -- | - |
| 4 | Dominion Basket | 75 | 80 | 70 | 1 |
| 5 | Valencia Basket | 91 | 76 | 71 | 2 |

| # | Time           | 1  | 2  | 3 | T |
| - | -------------- | -- | -- | - | - |
| 2 | FC Barcelona   | 77 | 80 | - | 2 |
| 7 | FIATC Joventut | 55 | 74 | - | 0 |

| # | Time           | 1  | 2  | 3  | T |
| - | -------------- | -- | -- | -- | - |
| 3 | Unicaja Málaga | 69 | 82 | 89 | 2 |
| 6 | Laboral Kutxa  | 55 | 92 | 77 | 1 |

### Semifinal
| # | Time            | 1  | 2  | 3   | 4  | 5 | T |
| - | --------------- | -- | -- | --- | -- | - | - |
| 1 | Real Madrid     | 81 | 89 | 103 | 90 | - | 3 |
| 5 | Valencia Basket | 71 | 93 | 100 | 84 | - | 1 |

| # | Time           | 1  | 2  | 3  | 4  | 5  | T |
| - | -------------- | -- | -- | -- | -- | -- | - |
| 2 | FC Barcelona   | 91 | 91 | 84 | 66 | 77 | 3 |
| 3 | Unicaja Málaga | 60 | 70 | 89 | 77 | 74 | 2 |

### Final
| # | Time         | 1  | 2   | 3  | 4 | 5 | T |
| - | ------------ | -- | --- | -- | - | - | - |
| 1 | Real Madrid  | 78 | 100 | 90 |   |   | 3 |
| 2 | FC Barcelona | 72 | 80  | 85 |   |   | 0 |

#### Jogo 1
| 19 de junho de 2015 19:00 (CET) | Relatório | Real Madrid                                            | 78–72 | FC Barcelona                                                           |  | Barclaycard Center, Madrid Público: 12 127 Árbitros: Antonio Conde, Jimenez Trujillo e Carlos Cortes | BandSports |
| 19 de junho de 2015 19:00 (CET) | Relatório | Placar por quarto: 27-20, 20-20, 12-13, 19-19          |       |                                                                        |  | Barclaycard Center, Madrid Público: 12 127 Árbitros: Antonio Conde, Jimenez Trujillo e Carlos Cortes | BandSports |
| 19 de junho de 2015 19:00 (CET) | Relatório | Pts: R. Fernandez 17 Rbts: Ayón 7 Asts: S. Rodriguez 8 |       | Pts: M. Hezonja 18 Rbts: T. Pleiß 6 Asts: M. Huertas e T. Satoransky 3 |  | Barclaycard Center, Madrid Público: 12 127 Árbitros: Antonio Conde, Jimenez Trujillo e Carlos Cortes | BandSports |

#### Jogo 2
| 21 de junho de 2015 12:00 (CET) | Relatório | Real Madrid                                                | 100–80 | FC Barcelona                                                  |  | Barclaycard Center, Madrid Público: 12 924 Árbitros: J. C. Garcia Gonzalez, M. A. Perez Perez e Vicente Bulto | BandSports |
| 21 de junho de 2015 12:00 (CET) | Relatório | Placar por quarto: 31-10, 18-22, 26-24, 25-24              |        |                                                               |  | Barclaycard Center, Madrid Público: 12 924 Árbitros: J. C. Garcia Gonzalez, M. A. Perez Perez e Vicente Bulto | BandSports |
| 21 de junho de 2015 12:00 (CET) | Relatório | Pts: S. Llull 24 Rbts: M. Slaughter 6 Asts: S. Rodriguez 6 |        | Pts: J. Doellman 24 Rbts: J. Doellman 5 Asts: T. Satoransky 4 |  | Barclaycard Center, Madrid Público: 12 924 Árbitros: J. C. Garcia Gonzalez, M. A. Perez Perez e Vicente Bulto | BandSports |

#### Jogo 3
| 24 de junho de 2015 19:00 (CET) | Relatório | FC Barcelona                                                          | 85–90 | Real Madrid                                                |  | Palau Blaugrana, Barcelona Público: 7 247 Árbitros: Daniel Hierrezuelo, Perez Pizarro e Fernando Calatrava | BandSports |
| 24 de junho de 2015 19:00 (CET) | Relatório | Placar por quarto: 17-17, 17-31, 33-17, 18-25                         |       |                                                            |  | Palau Blaugrana, Barcelona Público: 7 247 Árbitros: Daniel Hierrezuelo, Perez Pizarro e Fernando Calatrava | BandSports |
| 24 de junho de 2015 19:00 (CET) | Relatório | Pts: A. Tomic 29 Rbts: A. Tomic e J. Doellman 7 Asts: T. Satoransky 8 |       | Pts: J. Carroll 19 Rbts: A. Nocioni 6 Asts: S. Rodriguez 6 |  | Palau Blaugrana, Barcelona Público: 7 247 Árbitros: Daniel Hierrezuelo, Perez Pizarro e Fernando Calatrava | BandSports |

#### Jogo 4 (Se Necessário)
| 26 de junho de 2015 19:00 (CET) |  | FC Barcelona | – | Real Madrid |  | Palau Blaugrana, Barcelona | BandSports |

#### Jogo 5 (Se Necessário)
| 28 de junho de 2015 12:30 (CET) |  | Real Madrid | – | FC Barcelona |  | Barclaycard Center, Madrid | BandSports |

### Campeão da Liga ACB 2014-15
| ACB 2014-15 Campeões   |
| ---------------------- |
| Real Madrid 10º Titulo |

## Prêmios Individuais

### MVP Orange
- Felipe Reyes (Real Madrid) - Eleito com 70 pontos em votação entre meios de comunicação, jogadores, treinadores e fãs repetiu a conquista da temporada 2008-09.[8]

### Time ideal da Liga ACB 2014-15
- Jayson Granger (Unicaja Málaga)
- Sergio Llull (Real Madrid)
- Pau Ribas (Valencia Basket)
- Felipe Reyes (Real Madrid)
- Marko Todorović (Dominion Bilbao)

### Melhor Jogador Jovem da Liga ACB 2014-15
- Dani Díez (Gipuzkoa Basket)

### Jogador Mais espetacular KIA
- Latavious Williams (Dominion Bilbao)

### Melhor Atirador de três pontosPlátano de Canarias
- Alberto Corbacho (Rio Natura Monbús)

### Melhor distribuidor de AssistênciasBifrutas
- Jared Jordan (Gipuzkoa Basket)

### Melhor Treinador
- Pablo Laso (Real Madrid)

### Time Ideal Jovem
- Guillem Vives (Valencia Basket)
- Álex Abrines (FC Barcelona)
- Dani Díez (Gipuzkoa Basket)
- Kristaps Porziņģis (Baloncesto Sevilla)
- Guillermo Hernangómez  (Baloncesto Sevilla)